# 黄詹墓及永思堂
黄詹墓及永思堂，位于中国广东省揭阳市黄岐山中段南坡“黄龙出洞”、新河村，为揭阳市的一个市、县级文物保护单位，类型为古墓葬，公布时间为2005年。
黄詹墓及永思堂的历史年代为宋代。